# Manoel dos Santos Portugal
Manoel dos Santos Portugal (Rio de Janeiro, ? de ? de ? - Rio de Janeiro, ? de ? de ?) foi um militar brasileiro.
Iniciou sua vida militar no Exército Português e, após atingir o posto de capitão, em 23 de dezembro de 1810, foi nomeado por Dom João VI para comandar a 1ª Companhia de Cavalaria da Divisão Militar da Guarda Real de Polícia, unidade esta que foi instalada em 1811, no Quartel de Mata Porcos, situado na atual Rua de Santana, centro da cidade do Rio de Janeiro.
Em 1822, assume o comando geral da corporação e lidera as tropas da Guarda Real de Polícia no seu confrontamento com a divisão auxiliadora do Exército português, que em 11 de janeiro ocupara o Morro do Castelo, posição estratégica na cidade fluminense, a fim de pressionar o príncipe Dom Pedro a retornar para Lisboa e jurar fidelidade à constituição promulgada pelas Cortes Gerais do Reino Unido de Portugal, Brasil e Algarves. A determinação do então major Portugal em não aderir às forças leais às Cortes e se posicionar a favor do príncipe fez com que as forças da divisão auxiliadora se retirassem e partissem do Brasil.
Após a Independência do Brasil, em reconhecimento aos serviços prestados à causa, bem como sua importância na criação da Guarda Real de Polícia, Dom Pedro I concede-lhe o título nobiliárquico de Conde de Parati. Foi ainda, em 17 de junho daquele ano, membro fundador do Grande Oriente Brasiliano, como venerável mestre da loja maçônica "Commércio e Artes" de Niterói.